# NATO Submarine Rescue System

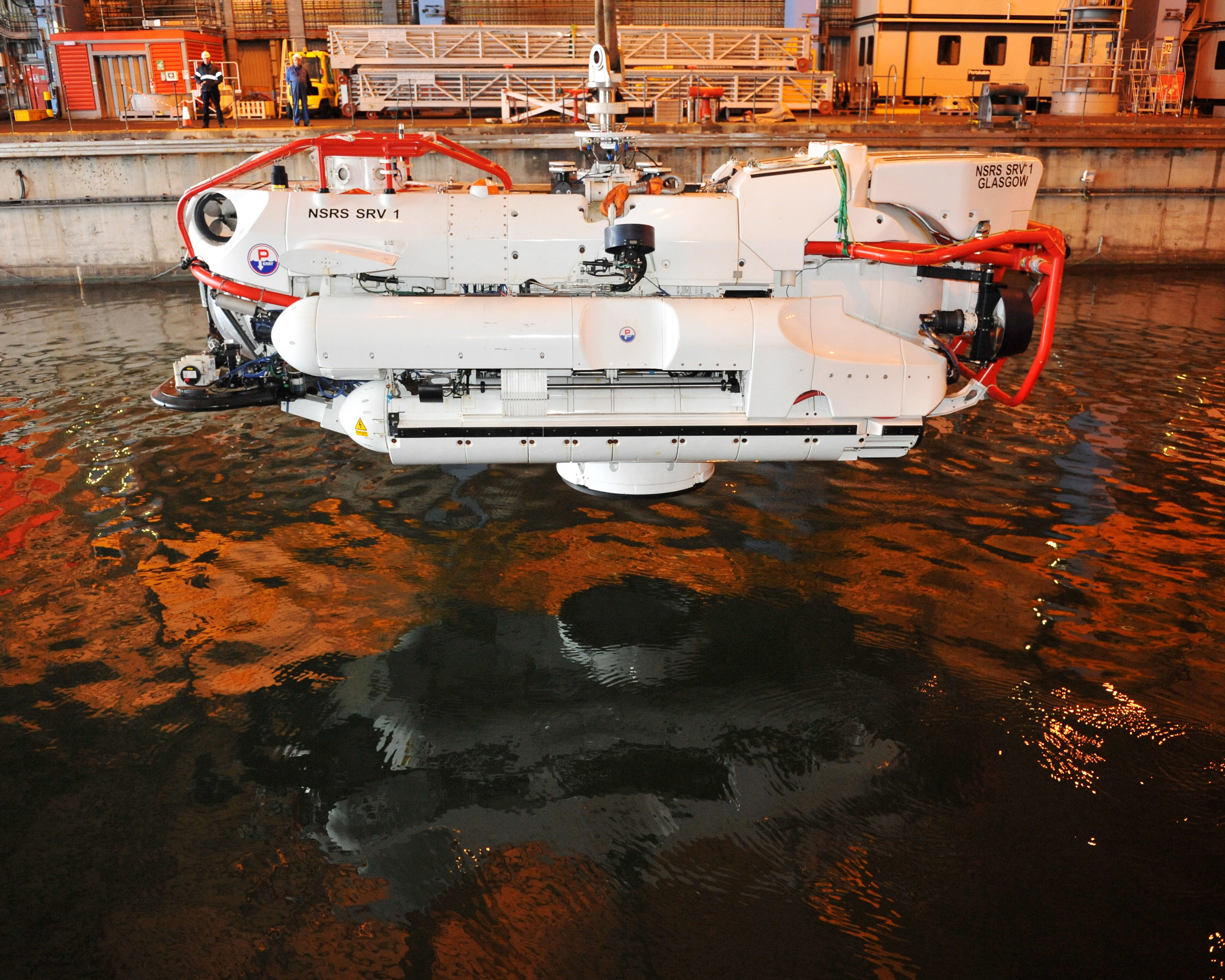
NSRS w 2011

NATO Submarine Rescue System {NSRS) (NATO-wski System Ratownictwa Podwodnego − system do ratowania załóg zatopionych okrętów podwodnych, opracowany na początku XXI wieku przez Francję, Norwegię i Wielką Brytanię.
Głównymi częściami systemu jest zdalnie sterowany pojazd interwencyjny oraz załogowy pojazd do ewakuacji załogi zatopionego okrętu. Zaletą systemu jest jego przystosowanie do transportu (w tym lotniczego) dzięki czemu może być używany do wypadków na całym świecie.

## Historia
W 1990 Rada Doradców Przemysłowych NATO wykonała wstępne studium wykonalności projektu. W wyniku prac, w których brały udział Francja, Wielka Brytania, Norwegia, Włochy, Turcja oraz Stany Zjednoczone opracowano wymagania. W trakcie prac niektóre państwa wycofały się. W 2003 Francja Norwegia i Wielka Brytania podpisały porozumienie międzyrządowe na 29 lat o wspólnym użytkowaniu systemu. Również w 2003 roku rozpisano przetarg na wykonanie. Przetarg wygrało konsorcjum na którego czele stała firma Rolls-Royce.
System wszedł do służby w 2006, zastępując poprzedni system LR5. 
W 2008 odbyło się pierwsze użycie NSRS w czasie manewrów. Okrętem "ratowanym" był ORP Sęp.

## System interwencyjny
Łatwiejszy w transporcie i instalacji składa się ze zdalnie kierowanego pojazdu oraz urządzeń do jego wodowania, napędzania i kierowania. Może służyć do lokalizacji okrętu, dostarczania niezbędnych materiałów (woda, żywność, tlen, lekarstwa), a także do niektórych prac przy wraku (usuwanie części konstrukcji).

## System ratunkowy
Główną częścią jest autonomiczny pojazd podwodny wraz z urządzeniami do jego wodowania oraz system umożliwiający przejście rozbitków z pojazdu do komór dekompresyjnych i same komory.

### Pojazd ratunkowy
Do ewakuacji rozbitków używany jest samodzielny pojazd podwodny o napędzie elektrycznym. Załogę stanowią 3 osoby, jednorazowo może zabrać 15 osób ratowanych. Ratowani przebywają w oddzielnej komorze, w której ciśnienie można regulować w zakresie od 840 do 6000 hPa. Z przylgnią ratowniczą okrętu podwodnego łączy się za pomocą suchego kołnierza, umożliwiając bezpieczne przejście ratowanych. Po przyjęciu 15 ratowanych pojazd wynurza się i jest podnoszony na pokład statku bazy, gdzie rozbitkowie mogą przejść bezpośrednio do komór dekompresyjnych. Pojazd znajdujący się na powierzchni można również opuścić przez górny luk.
Jedna tura (zanurzenie, połączenie, przejście, wynurzenie i podniesienie na pokład) trwa około dwóch godzin.
Energię pojazdowi dostarczają dwa zespoły akumulatorów sodowo-chlorkowo-niklowych o pojemności łącznej 136 kWh. Konstrukcja akumulatorów umożliwia ich szybkie ładowanie między kolejnymi zanurzeniami. 
Do napędu i manewrowania służy 6 pędników: dwa główne o mocy po 23 kW na rufie, dwa do sterowania w pionie oraz dwa do obracania. Pojazd jest też wyposażony w balast wodny.

## Mobilność
Jednym z głównych założeń systemu była wysoka mobilność i gotowość do działania w krótkim czasie w dowolnym miejscu na świecie. Dlatego wszystkie elementy muszą mieścić się w standardowych kontenerach 20 i 40 stopowych. Umożliwia to przewóz po drogach i transport lotniczy. Sprzęt potrzebny do akcji (wraz z pojazdami podwodnymi) mieści się na 28 ciężarówkach, do przewiezienia droga lotniczą używa się 2 samolotów Boeing C-17 Globemaster III i 3 An-124 Rusłan.

## Statki bazowe
Zarówno pojazd interwencyjny jak i ratunkowy mogą operować ze specjalnych okrętów ratowniczych oraz z doraźnie przystosowanych jednostek. Do wykorzystywania jako jednostki doraźne najbardziej nadają się statki AHTS, mające duży dostępny pokład oraz urządzenia dźwigowe.

## Możliwości i ograniczenia
Założeniem jest, że pojazd interwencyjny rozpocznie prace w ciągu 54 godzin od otrzymania wiadomości o katastrofie, a pojazd ratunkowy w ciągu 72 godzin od otrzymania wiadomości. 
Możliwe jest użycie systemu przy wietrze o prędkości 30 węzłów i fali o wysokości 5 metrów.
Nachylenie zatopionego okrętu nie może przekraczać 60° od pionu. Maksymalne zanurzenie pojazdu ratunkowego to 610 metrów.